# Венаус
Венаус (итал. Venaus, пьем. и франкопров. Venàus) — коммуна в Италии, располагается в регионе Пьемонт, в провинции Турин.
Население составляет 962 человека (2008 г.), плотность населения составляет 49 чел./км². Занимает площадь 20 км². Почтовый индекс — 10050. Телефонный код — 0122.
Покровителем коммуны почитается священномученик Власий Севастийский, празднование 3 февраля.

## Демография
Динамика населения:

## Администрация коммуны
- Официальный сайт: http://www.comune.venaus.to.it/